# Čizme preko koljena
Čizme preko koljena su vrsta dugih čizmi, koje u potpunosti ili djelomično pokrivaju koljena.
Izvorno su nastale kao čizme za jahanje u 15. stoljeću. U drugoj polovici 20. stoljeća počele su biti modne čizme za žene. Također se koriste kao radne čizme u okolnostima, koje zahtijevaju dodatnu zaštitu za noge (npr. ribarske čizme za vodu). Koristile su se i u ratovanju, da ublaže pad s konja. Imale su zaštitno pojačanje u slučaju ranjavanja vatrenim oružjem. I danas, mnoge konjaničke pukovnije i dalje imaju ove visoke čizme u sklopu svečanih odora.
Čizme za jahanje preko koljena bile su široko rasprostranjene u 17. i 18. stoljeću, a koristile su se do kraja 19. stoljeća. Nosili su ih i gusari i mušketiri. Čizme preko koljena nosile su se i u kazališnim i opernim predstavama, nosio ih je npr. Rudolf Nurejev u Labuđem jezeru.
Postale su dio ženske mode u ranim 1960-im. Tijekom sljedeća tri desetljeća, popularnost čizama preko koljena u modi je rasla i padala. U ranim 1970-im, bile su u Londonu vrlo popularne čizme preko koljena od antilopa i platna. Ponovno su bile popularne krajem 1980-ih i početkom 1990-ih.
Godine 2009., čizme preko koljena postale su vrlo popularne kao dio ženske zimske obuće. Trend se nastavio i narednih godina.
Postoje i gumene vodonepropusne ribarske čizme preko koljena, koje koriste ribolovci, ribari, ekolozi i zaštitari prirode na područjima rijeka, jezera i močvara.
Postoje slične zaštitne čizme, koje se koriste u kemijskoj industriji, poljoprivredi, na održavanju vodovoda, kanalizacije i sl.

## Galerija
- Ženske čizme preko koljena
- Ribarske čizme preko koljena
- Čizme preko koljena uz mini-suknju
- Čizme preko koljena u kazališnoj predstavi s početka 20. stoljeća